# Safia grenadensis
Safia grenadensis är en fjärilsart som beskrevs av Embrik Strand 1917. Safia grenadensis ingår i släktet Safia och familjen nattflyn. Inga underarter finns listade.